# Jednostavan graf
Jednostavan graf je vrsta grafa u teoriji grafova. To je graf koji nema petlji ni dva brida koji spajaju isti par vrhova.
Graf je u gruboj definiciji skup objekata: vrhova (točaka, čvorova) koje povezuju bridovi (grane, lukovi, crte, linije). Brid spaja dva vrha i to je odnos koji definira graf. Graf se prikazuje crtanjem točaka za svaki vrh i povlačenjem crta ili lukova između vrhova, koji predstavljaju bridove.
Da bi graf bio jednostavan, uvjeti su mu neusmjerenost, da nema petlja te da između svaka dva vrha ima najviše jedan brid.
Kod jednostavnog grafa šetnja je potpuno određena samo nizom svojih vrhova {\displaystyle v_{0}v_{1}\ldots v_{k}}, gdje je {\displaystyle v_{0}} početak, a {\displaystyle v_{k}} kraj šetnje.